# Golfe d'Oristano
Le golfe d’Oristano (en italien : Golfo di Oristano) est un golfe d'Italie situé dans la mer de Sardaigne, près de la ville d'Oristano, sur la côte occidentale de la Sardaigne.